# Бояды (Прудковское сельское поселение)
Бояды — деревня в Починковском районе Смоленской области России. Входит в состав Прудковского сельского поселения. Население — 552 жителя (2007 год). 
Расположена в центральной части области в 0,5 км к северу от Починка, в 3 км восточнее автодороги А141 Орёл — Витебск. В 1,5 км восточнее деревни расположена железнодорожная станция Починок на линии Смоленск — Рославль.

## История
В годы Великой Отечественной войны деревня была оккупирована гитлеровскими войсками в июле 1941 года, освобождена в сентябре 1943 года.